# Kathy Staff
Kathy Staff, född Minnie Higginbottom 12 juli 1928 i Dukinfield, Cheshire, död 13 december 2008 i Ashton-under-Lyne, Lancashire var en brittisk skådespelerska.

## Rollista i urval
- 1962 – Att älska så
- 1973–1975 – Coronation Street (TV-serie)
- 1973–2008 – Last of the Summer Wine (TV-serie)
- 1976–1981 – Open All Hours (TV-serie)
- 1983 – Påklädaren
- 1983–1986 – The Benny Hill Show (TV-serie)
- 1996 – Mary Reilly